# Fratta Todina
Fratta Todina ist eine italienische Gemeinde (comune) mit 1869 Einwohnern (Stand 31. Dezember 2023) in der Provinz Perugia in Umbrien.

## Geografie
Die Gemeinde liegt etwa 30 Kilometer südlich von Perugia und gehört zur Comunità montana Orvietano Narnese Amerino Tuderte. Sie grenzt unmittelbar an die Provinz Terni. Der Tiber bildet die östliche Gemeindegrenze.
Einziger Ortsteil ist Stazione (156 m s.l.m., ca. 130 Einwohner).
Zu den Nachbargemeinden zählen Collazzone, Marsciano, Monte Castello di Vibio, San Venanzo (TR) und Todi.

## Sehenswürdigkeiten
- San Felice, Kirche im Ortskern, die von 1654 bis 1657 durch Kardinal Giovambattista Altieri entstand und die ältere Kirche ersetzte.[4]
- Palazzo vescovile, Bischofspalast aus dem 17. Jahrhundert.
- Santa Maria della Spineta, Konvent im Ortsteil Spineta. Entstand im 11. Jahrhundert und wurde 1291 erstmals in einem Dokument von Papst Nikolaus IV. erwähnt. Die heutige Kirche, der  Mariä Aufnahme in den Himmel gewidmet (Santa Maria Assunta) entstand von 1724 bis 1737 und wurde am 25. August 1737 geweiht.[5]

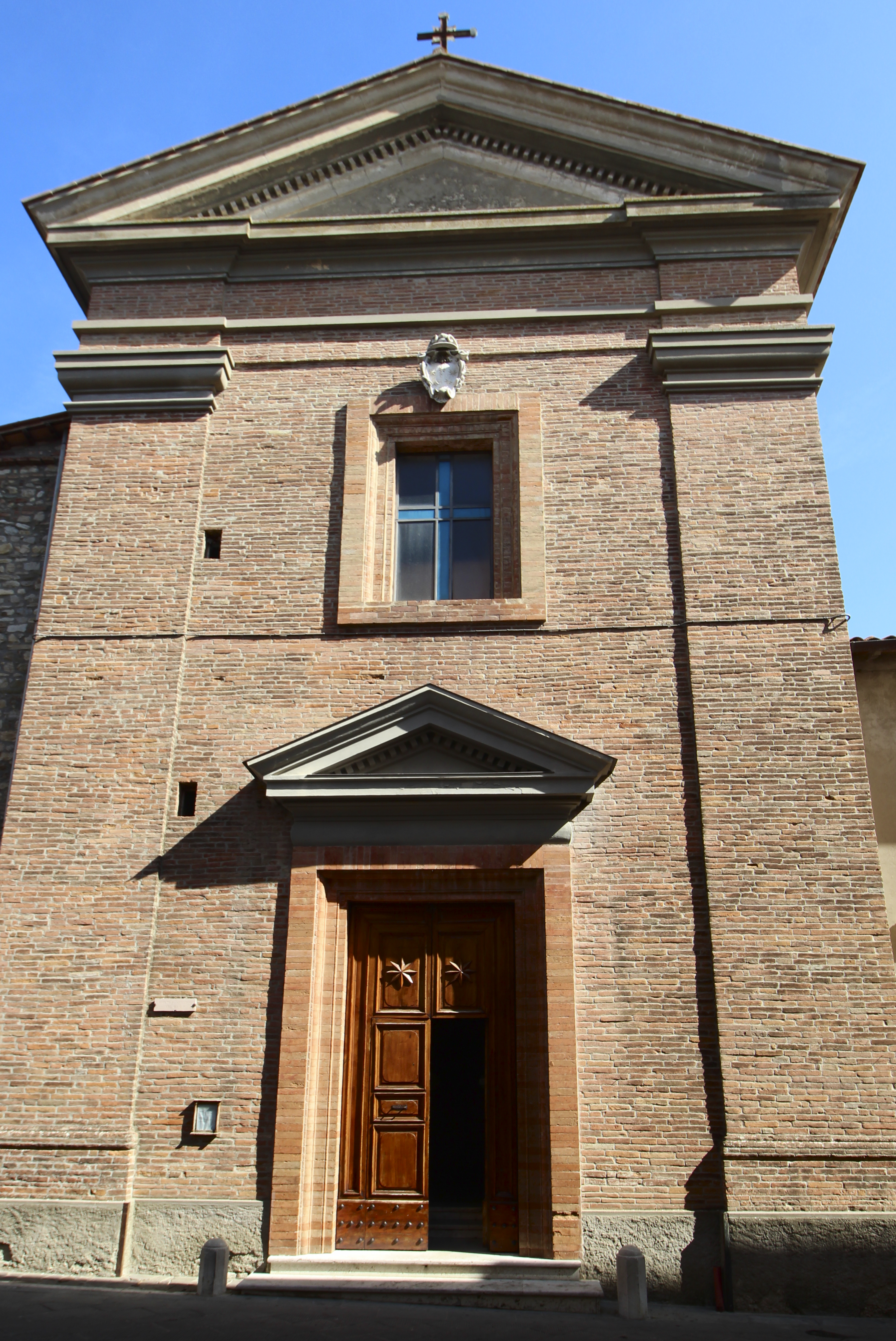
Die Pfarrkirche San Sabino im Ortskern
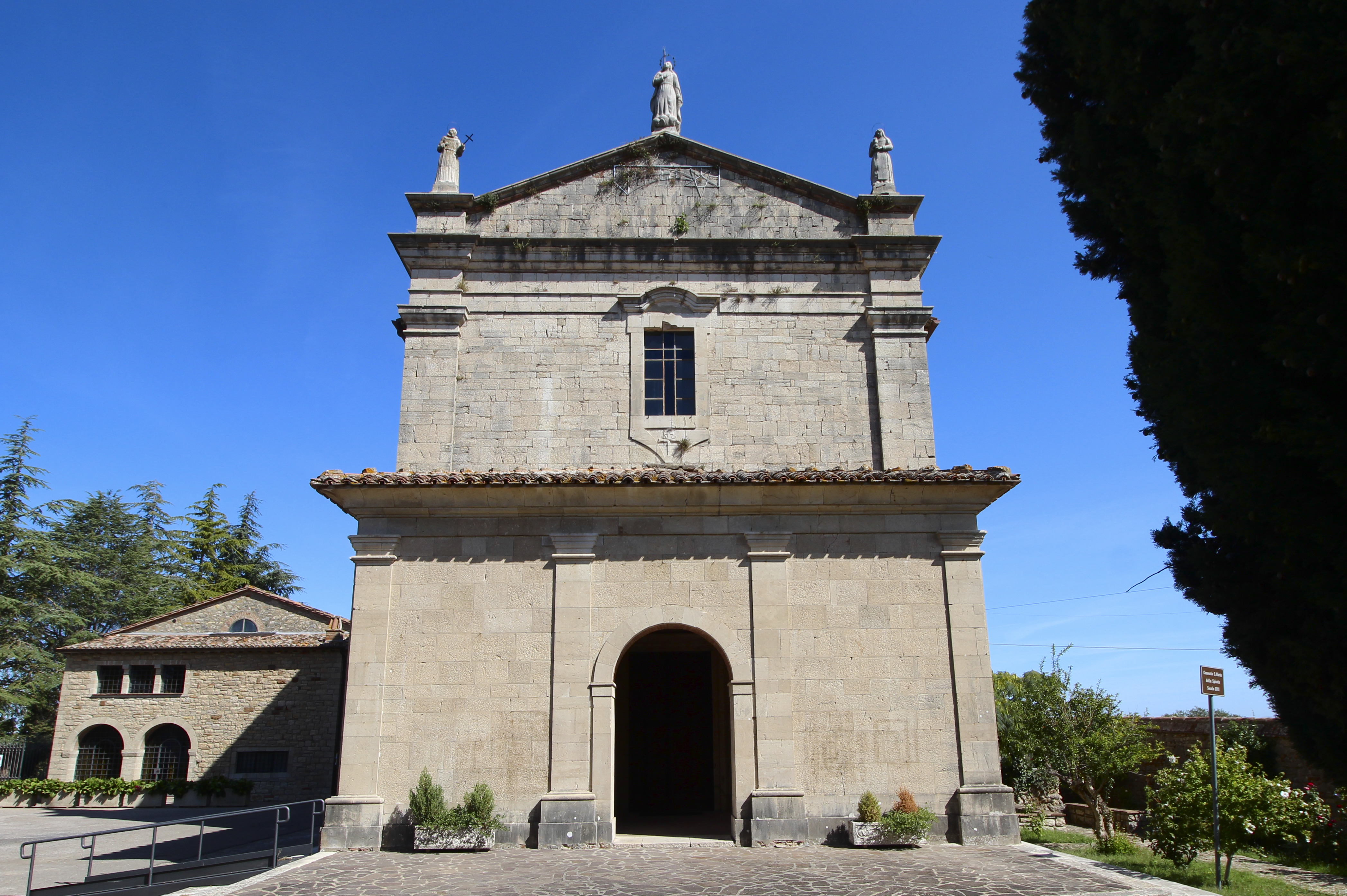
Die Kirche und Konvent Santa Maria della Spineta im Ortsteil Spineta

## Verkehr
Der Bahnhof von Fratta Todina (Fratta Todina-Monte Castello di Vibio) liegt an der Bahnstrecke von Sansepolcro über Perugia nach Terni. Durch die Gemeinde führt die frühere Strada Statale 397 di Montemolino (heute eine Provinzstraße) von Marsciano nach Todi.